# Vattennäbbmus
Vattennäbbmus (Neomys fodiens) är en art i släktet vattennäbbmöss som tillhör ordningen äkta insektsätare. Den lever vid kanten av vattenansamlingar över stora delar av Palearktis.

## Kännetecken
Djuret är den största näbbmusen som förekommer i Europa. Den har en kroppslängd mellan 70 och 95 millimeter och därtill kommer en 47 till 77 millimeter lång svans. Vikten ligger vanligen mellan 15 och 20 gram, sällan 25 gram. Pälsens färg är på ovansidan svart och på undersidan variabel. Där kan den vara vitaktig eller svartbrun med rödbrun skugga. Med sin täta päls är arten väl anpassad till livet i vatten. Dessutom har den borst vid svansens undersida och vid sina bakre extremiteter som används för att styra i vattnet. Vid ögonen finns ofta en grå fläck och öronen är gömda i pälsen.
Vattennäbbmusen är ett av de få giftiga däggdjuren i Europa. Giftkörtlarna sitter under tungan och med giftet kan den fälla bytesdjur till husmusens storlek.

## Utbredning och habitat
Artens utbredningsområde sträcker sig från Storbritannien och nordvästra Spanien i väst till Amurfloden och halvön Sachalin i öst. Vattennäbbmusens nordligaste utbredning ligger i norra Norge och söderut förekommer arten till mellersta Italien och norra Grekland.
Arten saknas på Island och Irland, på södra delen av Iberiska halvön (söder om Pyrenéerna) och på alla Medelhavsöar. Vid Medelhavet och i Sydösteuropa lever arten bara i bergstrakter.
Habitatet utgörs främst av strandlinjer vid olika slags vattenansamlingar (däribland även kustlinjer). Vattennäbbmusen förekommer även i träskmark, i fuktiga skogar och ängar. I norra delen av utbredningsområdet vistas den även på odlade fält. Arten lever i slättlandet och i bergsregioner upp till 2 500 meter över havet.

## Levnadssätt
Vattennäbbmusen har bra förmåga att simma och dyka. Födan utgörs främst av vattenlevande insekter och deras larver samt av kräftdjur, snäckor, groddjur och fiskar. Varje individ lever ensam och reagerar utanför parningstiden aggressiv mot artfränder. De har inga särskilda aktivitetstider och håller ingen vinterdvala.
Bon grävs antingen själv eller övertas från andra däggdjur. En av bons utgånger ligger mot vattnet. Vattennäbbmusen har olika läten, till exempel ett som påminner om fåglarnas kvitter.
Honan kan para sig två till tre gånger mellan april och september. Per kull föds 3 till 15 ungar efter 14 till 21 dagars dräktighet. De blinda ungarna väger vid födelsen 0,6 gram och öppnar ögonen efter 20 till 24 dagar. De dias 38 till 40 dagar. I naturen blir vattennäbbmusen upp till 19 månader gammal.

## Hot
Arten hotas när vattenansamlingar förlorar sitt naturliga utseende. Den förtecknas därför i röda listan av olika centraleuropeiska stater. IUCN klassar djuret som livskraftigt.